# Terebra consobrina
Terebra consobrina is een slakkensoort uit de familie van de Terebridae. De wetenschappelijke naam van de soort is voor het eerst geldig gepubliceerd in 1857 door Deshayes.